# 摩瑞亞炎魔

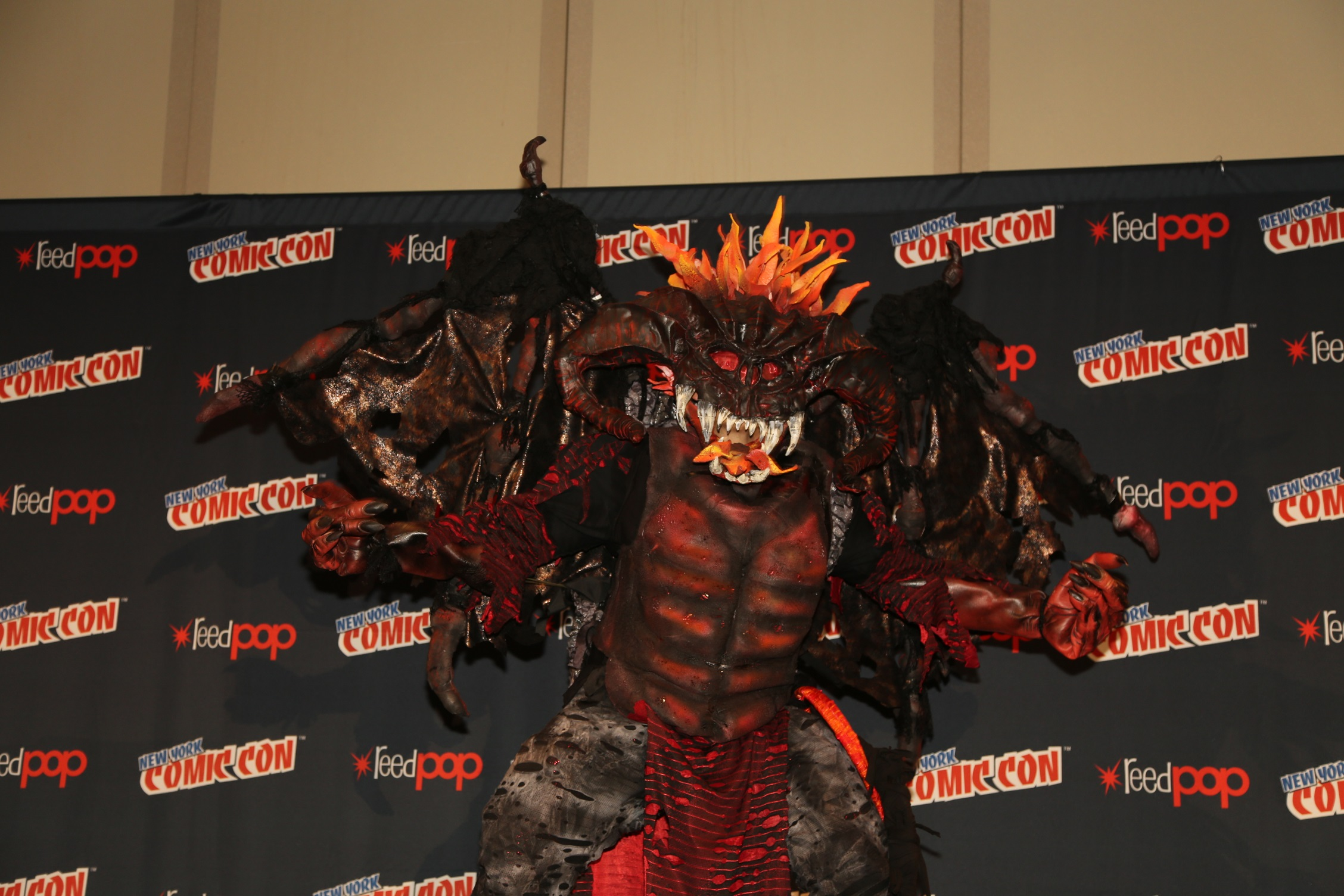
摩瑞亞的炎魔模型（2013年紐約漫畫節）

摩瑞亞炎魔或長鞭炎魔（Balrog of Moria），是英國作家約翰·羅納德·瑞爾·托爾金（J.R.R. Tolkien）的史詩奇幻小說《魔戒三部曲》的虛構角色。牠是魔苟斯（Morgoth）麾下的墮落邁雅，在第三紀元中期甦醒並摧毀凱薩督姆（Khazad-dûm），最終在與甘道夫（Gandalf）的決鬥中被殺。

## 名號
在所有托爾金作品中，這隻炎魔的真實名稱從未有顯示過，只給予了牠許多封號。「摩瑞亞炎魔」（Balrog of Moria）是普遍用以稱呼牠的名號，與牠盤踞的地點有關。甘道夫喚牠作「烏頓之火」（Flame of Udûn），源於炎魔是魔苟斯的奴僕，而烏頓是魔苟斯的要塞烏塔莫（Utumno）的辛達語名字。另外矮人稱牠為「都靈的剋星」（Durin's Bane）、「無名恐懼」（Nameless Terror），前者是因為牠殺害了兩位都靈子民的國王，後者則源於矮人一開始並不清楚牠的本質，故以此名稱呼牠。

## 總覽
摩瑞亞炎魔是埃努（Ainur）之一，誕生於伊露維塔（Ilúvatar）的思想中。牠是一位邁雅（Maiar），是火燄的靈魂。不清楚牠最初跟隨的維拉是誰，或有可能由始至終就是侍奉魔苟斯，被他墮落、成為他的奴僕。
牠是陰影與火燄的惡魔，擁有極為強大的力量，懂得強力的魔法和手執火鞭與火劍為武器。與其他炎魔（Balrog）一樣，牠的心是熾燄，身材是非常高大的人形，全身被可變形的陰影所籠罩。另外牠們黃色的眼睛如烈火般，而鬃毛被火燄所點燃，擁有強而有力的長臂。
摩瑞亞炎魔很可能有駐守於烏塔莫與安格班（Angband），後來維拉擊敗魔苟斯後，牠逃到迷霧山脈（Misty Mountains）底下蟄伏。矮人不慎喚醒牠後，炎魔擊敗他們並佔據摩瑞亞（Moria）為居所，直至牠最後被甘道夫誅殺為止。

## 生平

### 遠古
摩瑞亞炎魔誕生於創世以前，是伊露維塔思想的產物，參加了埃努的大樂章（Ainulindalë）。在埃努歌唱這首樂章時，牠很可能被魔苟斯的意志所征服和墮落，因而投向他的一方。牠伴隨著魔苟斯進入了一亞（Eä），對抗維拉。很可能牠參與了所有魔苟斯與維拉和與貝爾蘭（Beleriand）精靈的戰爭。
憤怒之戰（War of Wrath）爆發後，維拉推翻了魔苟斯，誅殺了絕大部份炎魔。摩瑞亞炎魔逃脫了，並蟄伏於凱薩督姆之下的地底深淵。

### 甦醒
潛伏於地底6,000多年後，矮人因為想挖掘更多秘銀（Mithril），結果挖得太深，招致災禍，不慎喚醒了處於沉睡的摩瑞亞炎魔（另一版本裡，炎魔因為索倫力量的崛起而甦醒，矮人只是將牠釋放出囚禁牠的牢籠）。
第三紀元1980年，炎魔擊殺了許多矮人和他們的國王都靈六世（Durin VI）。翌年再將都靈六世之子耐恩一世（Náin I）也殺掉，矮人那時已衰微得無力擊倒或驅逐敵人，於是他們唯有拋棄這處古老的家園，成為流亡的民族。炎魔甦醒也造成了附近羅斯洛立安（Lothlórien）精靈的不安和逃亡，對牠的恐懼也使凱薩督姆從此被易名為摩瑞亞。
此後炎魔盤據了摩瑞亞為巢穴，在牠甦醒後的500年（2480年），索倫派遣大量邪惡生物控制迷霧山脈的通道和入侵摩瑞亞，或許這時炎魔與索倫（Sauron）達成了盟約，或成為了索倫的奴僕，或索倫可能根本不知道炎魔的存在。2799年，矮人與半獸人之戰爭（War of the Dwarves and Orcs）進入最後決戰，丹恩·鐵足（Dáin Ironfoot）衝進摩瑞亞砍殺敵首阿索格（Azog），但因為感應到炎魔的強大而嚇得離開那處，並勸喻矮人放棄重奪摩瑞亞的念頭，因為都靈的剋星依舊潛伏在裡面。
2989年，巴林（Balin）率領遠征隊重返摩瑞亞，炎魔對此毫無反應，最終矮人們卻經多年戰事後被當地的半獸人消滅。炎魔繼續潛伏在摩瑞亞，直至3019年1月時，魔戒遠征隊（Fellowship of the Ring）抵達該地為止。

### 與甘道夫的決戰
1月12日，遠征隊進入摩瑞亞，炎魔終於遇到與牠匹敵的對手。15日，遠征隊撤離馬薩布爾大廳（Chamber of Mazarbul），甘道夫試圖用咒語封住石門，被炎魔以強力魔法抵銷，大門因此炸毀、大廳倒塌，而甘道夫在抗衡中力量大損。不過遠征隊仍未見到炎魔的真面目，到了凱薩督姆之橋（Bridge of Khazad-dûm）時，炎魔終於露出真面目，勒苟拉斯與金靂馬上認出了牠。甘道夫決心阻攔住牠，先以格蘭瑞（Glamdring）破壞敵人的火劍，後以法杖擊毀橋樑，炎魔墜落深淵。然而，牠的火鞭纏著了甘道夫的膝蓋，將他一起拉進深淵之中。
經過長時間墜落，兩人跌在一個地底湖中，令炎魔身上的火燄熄滅。不過依舊強大的炎魔，繼續與甘道夫纏鬥，由地底最深處的隧道一直戰至高山的頂峰，最後他們來到西拉克西吉爾（Zirakzigil）山頂。炎魔身上再次燃起烈火，與甘道夫決戰了整整兩日兩夜，最後於25日甘道夫取勝，將敵人擊落山脈之中，炎魔最終身亡。不過，甘道夫同樣損耗過多而死，但他的靈體去到了一亞以外，並獲得更加強大的力量回歸，變成白袍甘道夫。

## 改編描述
在雷夫·巴克西的動畫電影《魔戒》中，摩瑞亞炎魔有著翅膀，頭部則類似於獅子。
在彼得·傑克森的《魔戒電影三部曲》中，摩瑞亞炎魔從自己的體內取出火劍與火鞭和甘道夫戰鬥:70-71。摩瑞亞的哥布林將牠視為神靈，既崇敬而又畏懼，在哥布林包圍遠征隊時，炎魔的吼聲嚇退了哥布林。影片裡摩瑞亞炎魔的造型主要是以藝術家約翰·豪爾的插畫作為基礎的。設計團隊原本還打算構想摩瑞亞炎魔當火焰熄滅後濕黏的樣子，但後來還是放棄了:64。

## 資料來源
1. 1 2 3 4  《魔戒首部曲：魔戒現身》 2001年 聯經初版翻譯 第二章第五節《凱薩督姆之橋》
2. ↑  《精靈寶鑽》 2002年 聯經初版翻譯 第三章《精靈的出現與囚禁米爾寇》
3. ↑  《精靈寶鑽》 2002年 聯經初版翻譯 《埃努的大樂章》
4. ↑  《精靈寶鑽》 2002年 聯經初版翻譯 第二十四章《埃蘭迪爾的遠航與憤怒之戰》
5. 1 2 3  《魔戒三部曲》 2001年 聯經初版翻譯 附錄一帝王本紀及年表
6. 1 2 3 4 5 6  《魔戒三部曲》 2001年 聯經初版翻譯 附錄二編年史
7. 1 2 3  《魔戒二部曲：雙城奇謀》 2001年 聯經初版翻譯 第三章第五節《白騎士》
8. 1 2  克理斯·史密斯. . 臺北: 奇幻基地. 2003年12月. ISBN 986-7576-12-8.
9. ↑  艾倫·李. . 上海: 上海人民出版社. 2015年8月. ISBN 978-7-208-13055-5.

- 《魔戒三部曲》及其附錄
  - 《魔戒首部曲：魔戒現身》
  - 《魔戒二部曲：雙城奇謀》